# Урумчи
Урумчи (китайски традиционен: 烏魯木齊, опростен: 乌鲁木齐, пинин: Wūlǔmùqí, уйгурски ئۈرۈمچی‎, Юрюмчи) е град в Синдзян-уйгурския автономен регион, Китай. Административният район има население от 3 112 559 души (2010 г.). Урумчи е най-големият град и столица на автономния регион.
Урумчи заема територия от 14 216,3 км2. Това е единственият голям град в света, намиращ се толкова отдалечено от море – над 2000 км. С тази своя географска особеност печели място в книгата на световните рекорди на Гинес.
Градът има богата история и е важна част от Северния маршрут от Пътя на коприната. В Урумчи са съсредоточени различни промишлености: текстилна, нефтохимична, стоманодобивна, черна металургия и др.
Климатът му е континентален, отличаващ се с горещо и сухо лято (ср. темп. 24 °C) и студена влажна зима (ср. темп. -16 °C). Пролетта и есента в този регион са много кратки, а най-доброто време за посещение е през месеците между май и октомври.
Туристически атракции в града са:
- Небесното езеро,
- Хун Шан (Червената планина),
- Южната джамия,
- Международният базар в центъра на града и
- Регионален музей на Синдзян, където могат да се видят мумиите, открити в Таримската падина.

Градът е главен транспортен център и днес се слави с големите си амбиции да расте на височина. Както в повечето градове в Китай, в Урумчи непрекъснато се появяват нови небостъргачи и модерни сгради. Обликът на града се променя непрекъснато.

## Побратимени градове
- Алмати, Казахстан.
- Душанбе, Таджикистан
- Челябинск, Русия